# Чемпионат мира по шоссейным велогонкам 1959
Чемпионат мира по шоссейным велогонкам 1959 года проходил 16 августа в Зандворте, Нидерланды.

## Призёры
| Велогонка     | Золото                    | Золото   | Серебро                       | Серебро     | Бронза                   | Бронза      |
| ------------- | ------------------------- | -------- | ----------------------------- | ----------- | ------------------------ | ----------- |
| Мужчины       |                           |          |                               |             |                          |             |
| Профессионалы | Андре Дарригад · Франция  | 7ч30’43" | Микеле Джисмонди · Италия     | то же время | Ноэль Форе · Бельгия     | то же время |
| Любители      | Густав-Адольф Шур · ГДР   | 4ч39’02" | Бастиан Малипард · Нидерланды |             | Констан Госсен · Бельгия |             |
| Женщины       |                           |          |                               |             |                          |             |
|               | Ивонна Рейндерс · Бельгия |          | Айно Пуронен · СССР           |             | Вера Горбачева · СССР    |             |